# Melafir

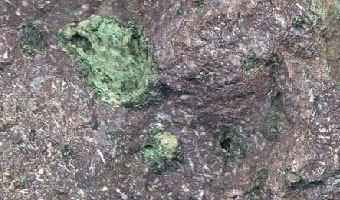
Melafir

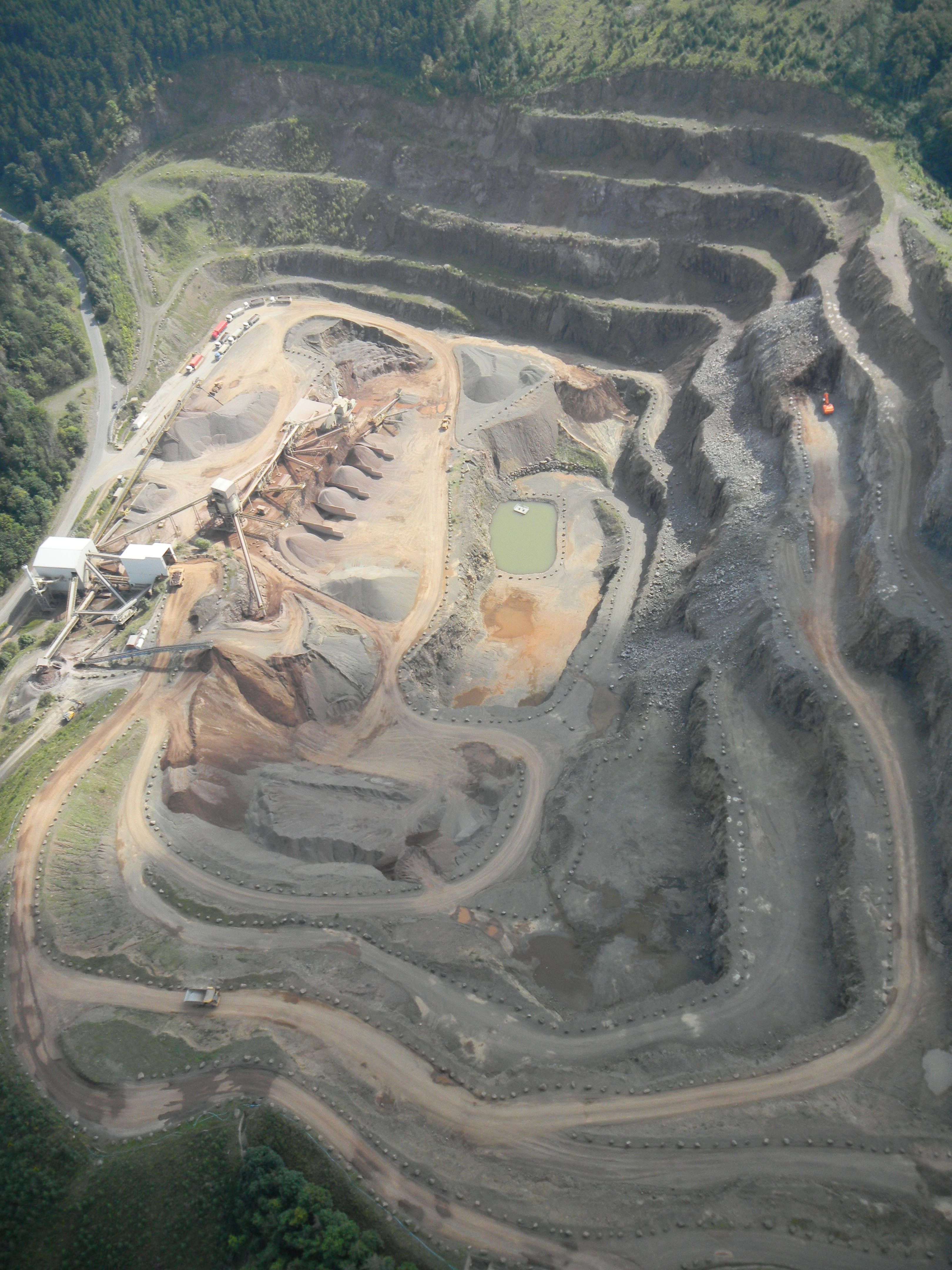
Kopalnia melafiru w Rybnicy Leśnej

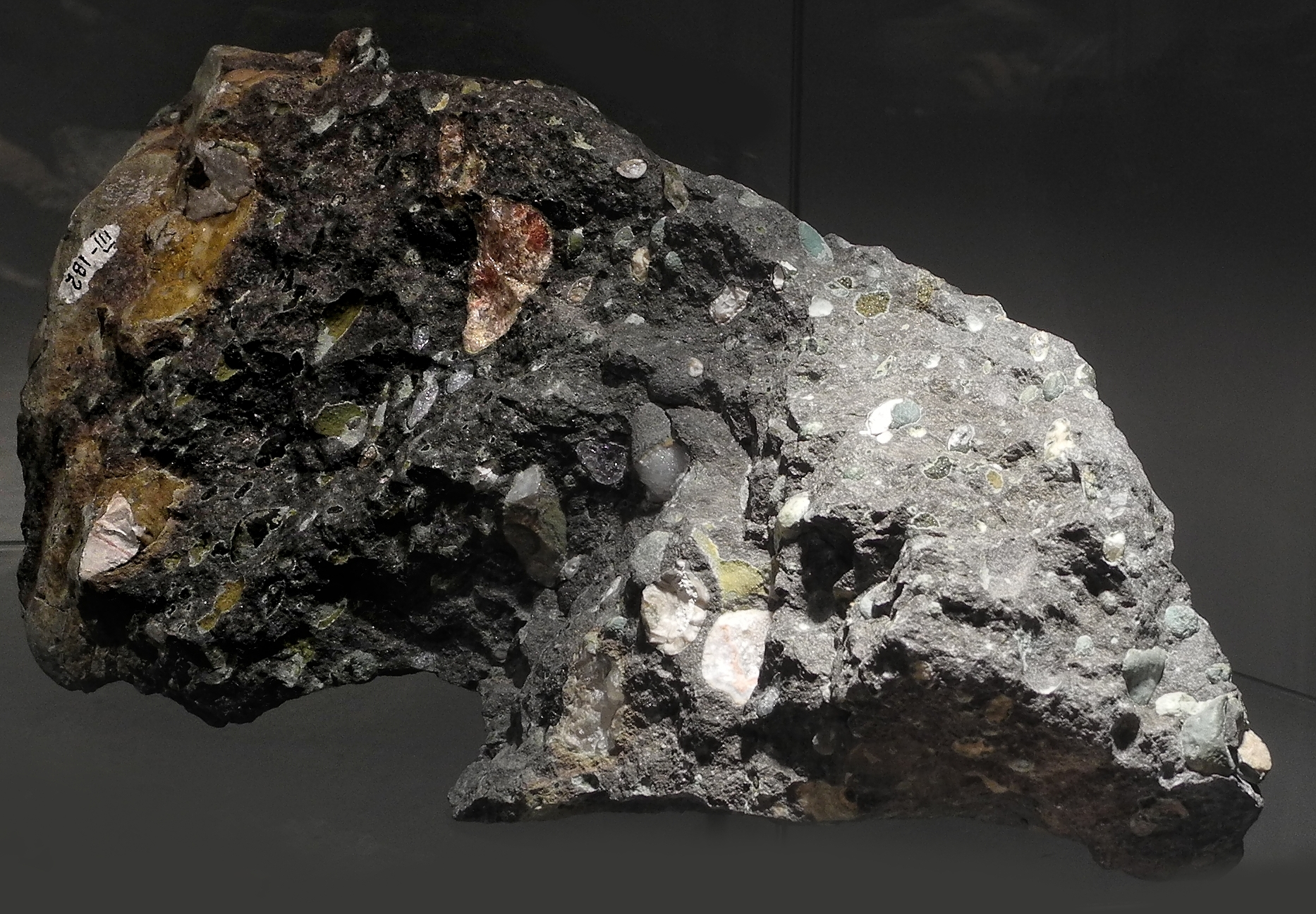
Melafir w Muzeum Mineralogicznym im. Kazimierza Maślankiewicza we Wrocławiu

Melafir (z gr. µέλας 'czarny' i φύρω 'mieszać'), paleobazalt (gr. παλαιός 'stary, dawny') – pochodząca z paleozoiku (karbon, perm) zasadowa, wylewna skała magmowa o strukturze porfirowej, migdałowcowej teksturze i szarofiołkowym, czerwonobrunatnym lub zielonoczarnym zabarwieniu uzyskanym wskutek wtórnych przeobrażeń. Młodopaleozoiczny odpowiednik bazaltu.
W skład melafiru wchodzą głównie plagioklaz, piroksen, oliwin.
W Polsce występują w Sudetach – w niecce śródsudeckiej (Góry Kamienne, Góry Wałbrzyskie, Pogórze Wałbrzyskie) i niecce północnosudeckiej (Góry Kaczawskie, Pogórze Kaczawskie, Pogórze Izerskie) oraz w rejonie śląsko-krakowskim (Rudno, Regulice).
Melafir stosowany jest w budownictwie, szczególnie w budownictwie kolejowym (frakcje tłuczniowe) i budownictwie drogowym (frakcje grysowe).